# Điện tử học

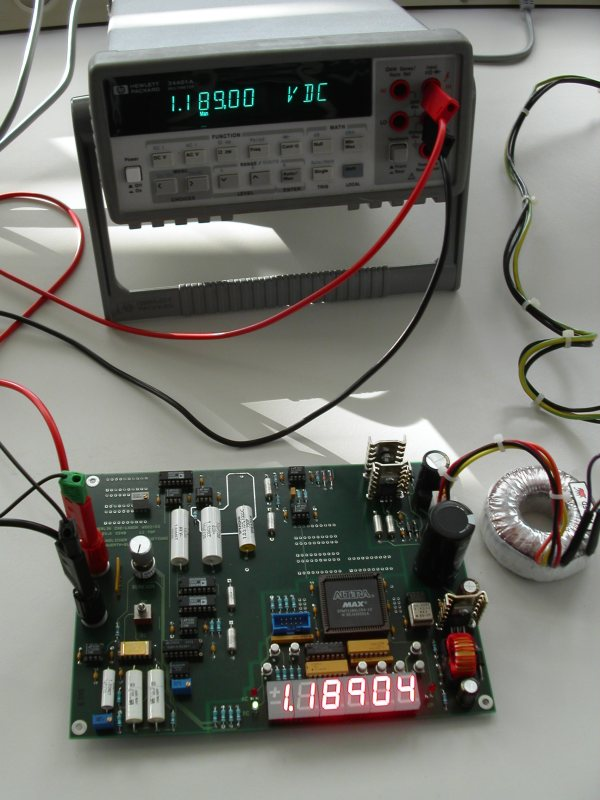
Hai Vôn kế điện tử

Điện tử học, gọi tắt là khoa điện tử, là một lĩnh vực khoa học nghiên cứu và sử dụng các thiết bị điện hoạt động theo sự điều khiển của các dòng điện tử hoặc các hạt tích điện trong các thiết bị như đèn điện tử hay bán dẫn. Việc nghiên cứu thuần tuý về các thiết bị này được xem như là một nhánh nghiên cứu trong vật lý, trong khi việc thiết kế và xây dựng các mạch điện tử để giải quyết các vấn đề thực tế lại được xem như là một bộ phận của các ngành kỹ thuật điện, kỹ sư điện tử và kỹ sư máy tính.
Nói theo ngôn ngữ chuyên môn thì điện tử nghiên cứu về phương thức điều chỉnh các dòng điện và các điện thế thông qua các linh kiện điện tử hay bộ phận điện tử tích cực hay bị động được nối nhau tạo thành các mạch điện. Các mạch điện này sẽ thoả mãn các nhu cầu hữu dụng cho con người. Do đó, ngành này tìm hiểu về các linh kiện, các mạch điện, và các ứng dụng của chúng.
Ứng dụng chủ yếu của các mạch điện tử là điều khiển, xử lý và phân phối thông tin; chuyển đổi và phân phối nguồn điện. Cả hai ứng dụng này đều liên quan đến việc tạo ra và nhận biết trường điện từ và dòng điện. Ngày nay, các thiết bị điện tử cho phép thực hiện rất nhiều công việc trong cuộc sống và trong khoa học.

## Lịch sử và phát triển

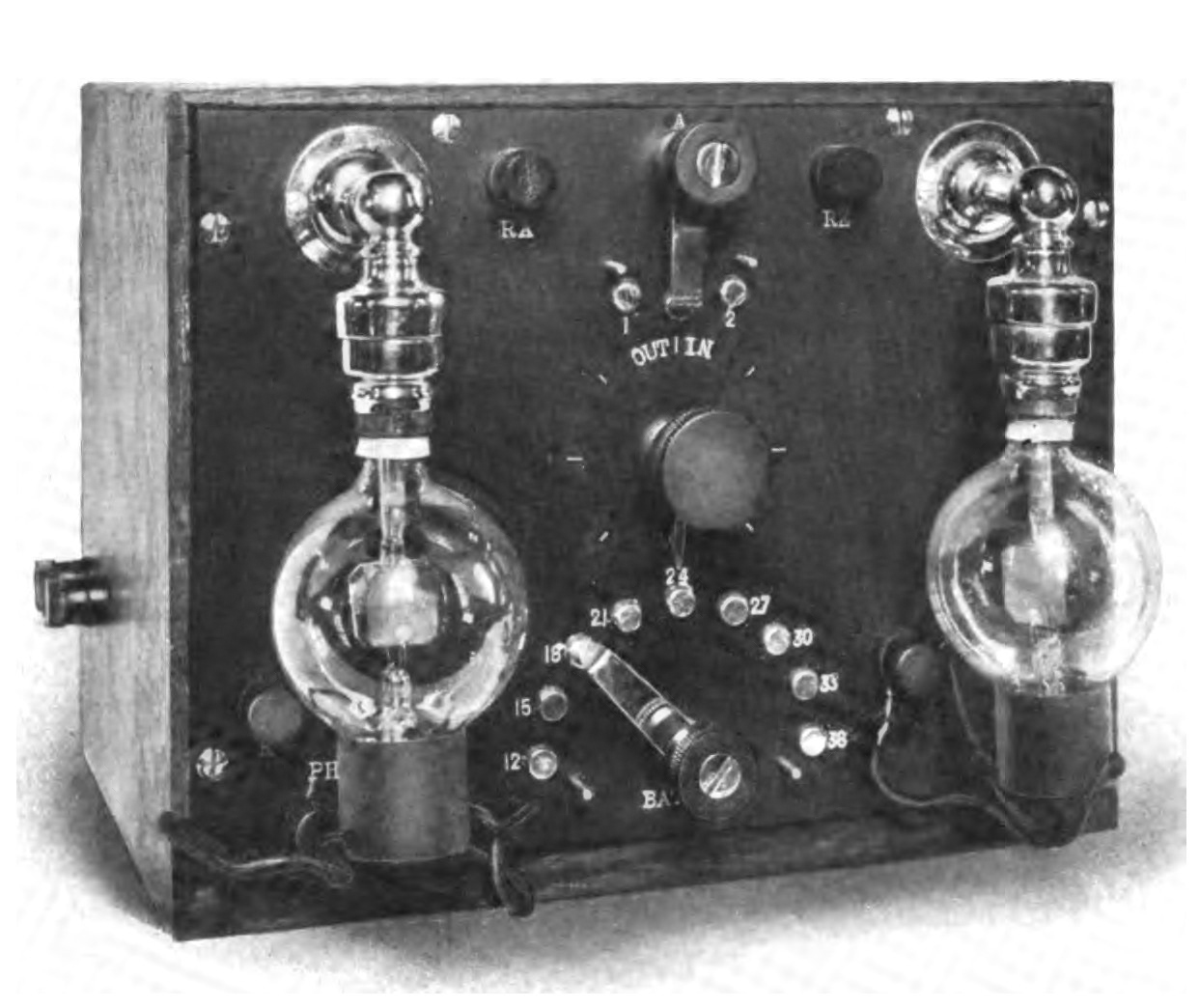
Một trong những bộ thu radio Audion sớm nhất, được xây dựng bởi De Forest vào năm 1914.

Kỹ thuật điện tử đã có ảnh hưởng sâu sắc đến sự phát triển của xã hội hiện đại. Việc khám phá electron vào năm 1897, cùng với việc phát minh ống hút (vacuum tube) có khả năng khuếch đại và chỉnh lưu tín hiệu điện nhỏ, đã đánh dấu sự ra đời của lĩnh vực điện tử và thời kỳ của electron. Những ứng dụng thực tế bắt đầu từ việc phát minh của Ambrose Fleming về điốt và của Lee De Forest về triốt vào đầu thế kỷ 20, những phát minh này đã tạo điều kiện cho việc phát hiện các điện áp nhỏ như tín hiệu radio từ một ăng-ten mà không cần sử dụng thiết bị cơ khí.
Ống hút (hay còn gọi là van điện nhiệt) là thành phần điện tử hoạt động đầu tiên có khả năng điều khiển dòng điện bằng cách ảnh hưởng đến chuyển động của các electron riêng lẻ. Chúng đã góp phần vào cuộc cách mạng điện tử trong nửa đầu thế kỷ XX, Chúng cho phép xây dựng các thiết bị sử dụng kỹ thuật khuếch đại dòng điện và chỉnh lưu, từ đó mang lại sự phát triển của các công nghệ như radio, truyền hình, radar, điện thoại từ xa và nhiều lĩnh vực khác. Sự phát triển ban đầu của ngành điện tử diễn ra rất nhanh, và vào những năm 1920, phát thanh và truyền thông qua radio trở nên phổ biến, trong khi bộ khuếch đại điện tử được sử dụng rộng rãi trong các lĩnh vực đa dạng như điện thoại từ xa và công nghiệp thu âm.
Bước tiến công nghệ tiếp theo mất vài thập kỷ để xuất hiện, khi transistor tiếp xúc điểm đầu tiên được phát minh bởi John Bardeen và Walter Houser Brattain tại Bell Labs vào năm 1947.
Tuy nhiên, ống hút vẫn tiếp tục đóng vai trò dẫn đầu trong lĩnh vực vi sóng, truyền tải công suất cao và các bộ thu truyền hình cho đến giữa những năm 1980.
Kể từ đó, các thiết bị trạng thái rắn (solid-state) đã nắm giữ ưu thế gần như hoàn toàn. Ống hút vẫn được sử dụng trong một số ứng dụng chuyên gia như bộ khuếch đại công suất RF cao, ống hình ảnh cathode ray, thiết bị âm thanh chuyên dụng, bộ khuếch đại guitar và một số thiết bị vi sóng.
Vào tháng 4 năm 1955, máy tính IBM 608 là sản phẩm đầu tiên của IBM sử dụng mạch transistor mà không có ống hút và được cho là máy tính hoàn toàn dùng transistor đầu tiên được sản xuất cho thị trường thương mại. Máy 608 chứa hơn 3.000 transistor germanium. Thomas J. Watson Jr. đã ra lệnh yêu cầu tất cả sản phẩm IBM trong tương lai sử dụng transistor trong thiết kế. Từ đó, transistor gần như chỉ được sử dụng cho mạch logic và các thiết bị ngoại vi của máy tính. Tuy nhiên, transistor nối tiếp ban đầu có kích thước lớn và khó sản xuất hàng loạt, giới hạn sử dụng chúng trong một số ứng dụng chuyên ngành.
Transistor MOSFET (transistor MOS) được phát minh bởi Mohamed Atalla và Dawon Kahng tại Bell Labs vào năm 1959. MOSFET là transistor nhỏ gọn đầu tiên thực sự có thể thu nhỏ kích thước và sản xuất hàng loạt cho nhiều mục đích sử dụng. Các ưu điểm của nó bao gồm khả năng co giãn cao, giá cả phải chăng, tiêu thụ công suất thấp và mật độ cao. Nó đã cách mạng hóa ngành công nghiệp điện tử, MOSFET trở thành thành phần điện tử phổ biến nhất trên toàn cầu.
Khi sự phức tạp của các mạch ngày càng tăng, các vấn đề đã xuất hiện. Một vấn đề là kích thước của mạch. Một mạch phức tạp như máy tính phụ thuộc vào tốc độ. Nếu các thành phần lớn, dây kết nối giữa chúng phải dài. Tín hiệu điện mất thời gian để đi qua mạch, từ đó làm chậm tốc độ của máy tính. Sự phát minh của vi mạch tích hợp bởi Jack Kilby và Robert Noyce đã giải quyết vấn đề này bằng cách tạo tất cả các thành phần và chip từ cùng một khối (monolith) vật liệu bán dẫn. Các mạch có thể được thu nhỏ, và quá trình sản xuất có thể được tự động hóa. Điều này dẫn đến ý tưởng tích hợp tất cả các thành phần trên một wafer silic điều chỉnh, dẫn đến tích hợp quy mô nhỏ (SSI) vào đầu những năm 1960, sau đó là tích hợp quy mô trung bình (MSI) vào cuối những năm 1960, tiếp theo là VLSI. Năm 2008, các vi xử lý tỷ tỷ transistor đã có sẵn thương mại.

## Thiết bị và linh kiện

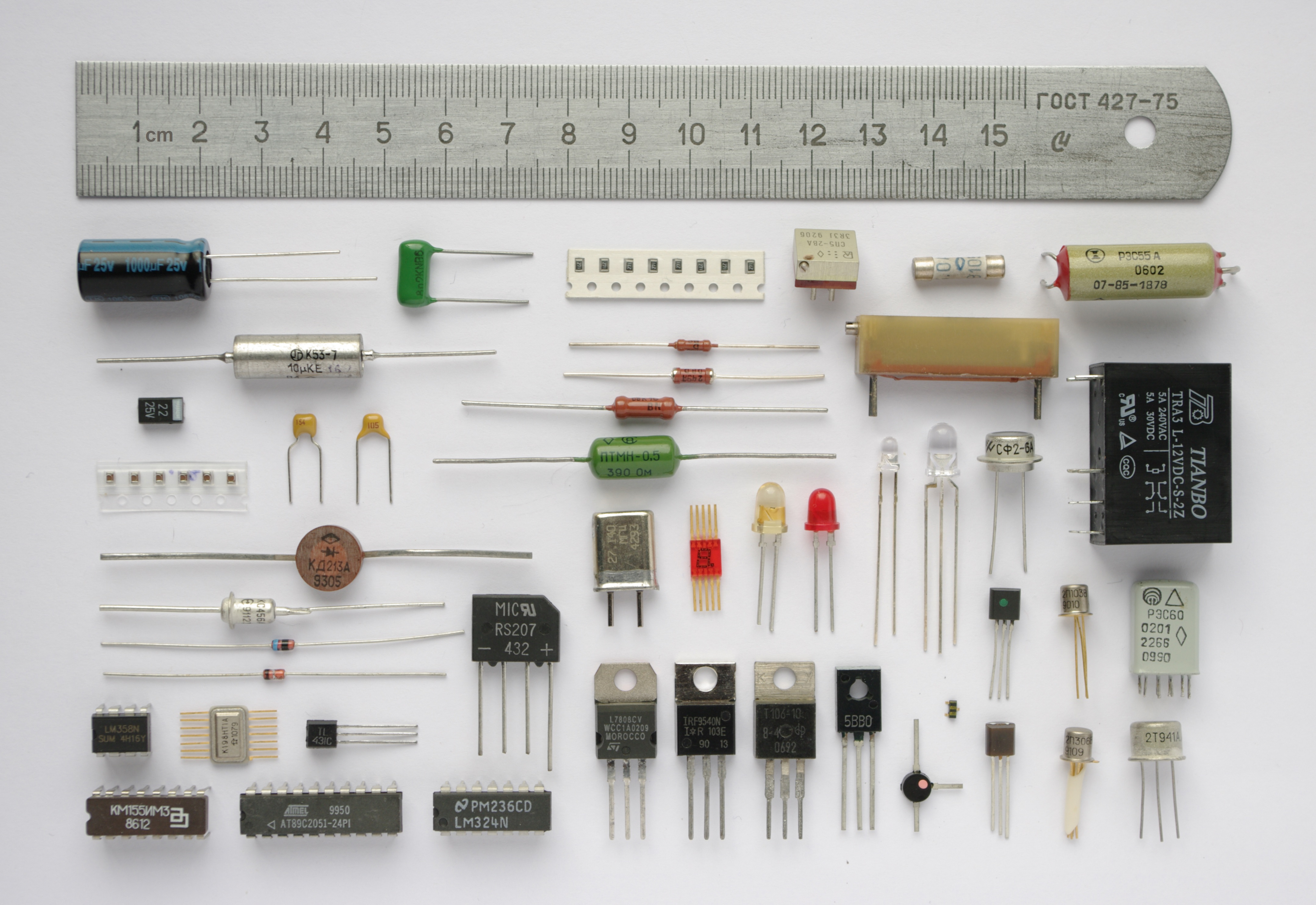
Các linh kiện điện tử

Một linh kiện điện tử là bất kỳ linh kiện nào trong một hệ thống điện tử có thể là hoạt động hoặc không hoạt động. Các linh kiện được kết nối với nhau, thường bằng cách hàn chúng vào một bảng mạch in (PCB), để tạo ra một mạch điện tử với một chức năng cụ thể. Các linh kiện có thể được đóng gói riêng lẻ hoặc trong các nhóm phức tạp hơn như mạch tích hợp. Các linh kiện điện tử không hoạt động bao gồm tụ điện, cuộn cảm, trở điện, trong khi các linh kiện hoạt động như các thiết bị bán dẫn; transistor và thyristor, điều khiển luồng dòng điện ở mức electron.

## Các loại mạch
Các chức năng mạch điện tử có thể được chia thành hai nhóm chức năng: tương tự và kỹ thuật số. Một thiết bị cụ thể có thể bao gồm mạch điện có một hoặc sự kết hợp của hai loại này. Mạch tương tự đang trở nên ít phổ biến hơn, khi nhiều chức năng của chúng được số hóa.

### Mạch tương tự

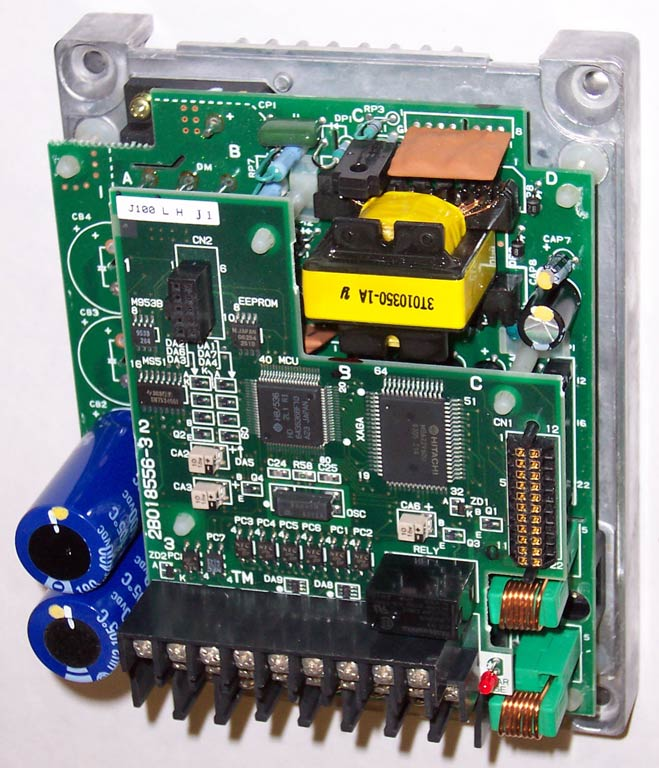
Khung điều chỉnh tần số Hitachi J100

Hầu hết các thiết bị điện tử tương tự, chẳng hạn như máy thu đài radio, được xây dựng từ sự kết hợp của một số loại mạch cơ bản. Mạch tương tự sử dụng một dải liên tục của điện áp hoặc dòng điện so với các mức rời rạc như trong các mạch kỹ thuật số.
Số lượng các mạch tương tự khác nhau đã được phát minh cho đến nay là rất lớn, đặc biệt là vì một 'mạch' có thể được xác định như bất cứ thứ gì từ một thành phần đơn lẻ cho đến các hệ thống chứa hàng ngàn thành phần.
Mạch tương tự đôi khi được gọi là mạch tuyến tính mặc dù nhiều hiệu ứng phi tuyến được sử dụng trong các mạch tương tự như mixer, modulator, v.v. Các ví dụ tốt về mạch tương tự bao gồm khuếch đại bóng chân và transistor, khuếch đại viên hoạt động và bộ dao động.
Hiếm khi ta tìm thấy các mạch hiện đại hoàn toàn tương tự - ngày nay mạch điện tương tự có thể sử dụng kỹ thuật số hoặc thậm chí kỹ thuật vi xử lý để cải thiện hiệu suất. Loại mạch này thường được gọi là "tín hiệu kết hợp" thay vì tương tự hoặc kỹ thuật số.
Đôi khi có thể khó phân biệt giữa các mạch tương tự và kỹ thuật số vì chúng có các yếu tố về hoạt động tuyến tính và phi tuyến. Một ví dụ là bộ so sánh, nó nhận một dải liên tục của điện áp nhưng chỉ đầu ra một trong hai mức như trong một mạch kỹ thuật số. Tương tự, một bộ khuếch đại transistor bị quá tải có thể có các đặc tính của một công tắc điều khiển có hai mức đầu ra. Trên thực tế, nhiều mạch kỹ thuật số thực tế được thực hiện dưới dạng các biến thể của các mạch tương tự tương tự ví dụ này - sau cùng, tất cả các khía cạnh của thế giới vật lý thực chất đều là tương tự, vì vậy hiệu ứng kỹ thuật số chỉ được thể hiện bằng cách hạn chế hành vi tương tự.

### Mạch kỹ thuật số
Mạch kỹ thuật số là các mạch điện dựa trên một số mức điện áp rời rạc. Mạch kỹ thuật số là biểu diễn vật lý phổ biến nhất của đại số Boolean và là cơ sở của tất cả các máy tính kỹ thuật số. Đối với hầu hết các kỹ sư, các thuật ngữ "mạch kỹ thuật số", "hệ thống kỹ thuật số" và "logic" có thể được sử dụng thay thế trong ngữ cảnh của các mạch kỹ thuật số.
Hầu hết các mạch kỹ thuật số sử dụng hệ thống nhị phân với hai mức điện áp được ghi là "0" và "1". Thường mức logic "0" sẽ là mức điện áp thấp và được gọi là "Low" trong khi mức logic "1" được gọi là "High". Tuy nhiên, một số hệ thống sử dụng định nghĩa ngược lại ("0" là "High") hoặc dựa trên dòng điện. Rất nhiều khi, người thiết kế logic có thể đảo ngược các định nghĩa này từ một mạch sang mạch khác để phục vụ việc thiết kế của họ. Định nghĩa các mức là "0" hoặc "1" là tùy ý.
Ba trạng thái (với ba trạng thái) đã được nghiên cứu và một số máy tính nguyên mẫu đã được tạo ra. Hệ thống nhị phân được sản xuất hàng loạt đã làm giảm ý nghĩa của việc sử dụng logic ba trạng thái. Máy tính, đồng hồ điện tử, và bộ điều khiển hệ thống lô-gic có thể lập trình (được sử dụng để điều khiển quy trình công nghiệp) được xây dựng từ các mạch kỹ thuật số. Bộ xử lý tín hiệu kỹ thuật số, mà đo, lọc hoặc nén các tín hiệu tương tự liên tục trong thế giới thực, là một ví dụ khác. Transistor như MOSFET được sử dụng để điều khiển trạng thái nhị phân.
- Cổng logic
- Bộ cộng
- Flip-flop
- Bộ đếm
- Đăng ký
- Bộ chuyển mạch (Multiplexer)
- Bộ kích Schmitt (Schmitt trigger)

Các thiết bị tích hợp cao:
- Chip bộ nhớ
- Vi xử lý
- Vi điều khiển
- Mạch tích hợp đặc thù ứng dụng (ASIC)
- Bộ xử lý tín hiệu kỹ thuật số (DSP)
- Mạch lập trình cổng tổng hợp trường (FPGA)
- Mạch lập trình mảng tương tự tổng hợp trường (FPAA)
- Hệ thống trên một chip (SOC)

## Các ngành điện tử
- Điện tử tương tự
- Điện tử âm thanh
- Điện tử sinh học
- Thiết kế mạch điện
- Điện tử số
- Hệ thống nhúng
- Vi mạch tích hợp
- Vi mạch vi điều khiển
- Vi mạch siêu nhỏ
- Điện tử quang
- Điện tử công suất
- Thiết bị bán dẫn
- Viễn thông

## Thiết kế
Thiết kế hệ thống điện tử xử lý các vấn đề thiết kế đa ngành của các thiết bị và hệ thống điện tử phức tạp, như điện thoại di động và máy tính. Chủ đề này bao gồm một phạm vi rộng, từ việc thiết kế và phát triển một hệ thống điện tử (phát triển sản phẩm mới) đến đảm bảo chức năng, tuổi thọ và việc xử lý chính sách tái chế. Do tính phức tạp của lý thuyết điện tử, thí nghiệm trong phòng thí nghiệm là một phần quan trọng trong quá trình phát triển các thiết bị điện tử. Những thí nghiệm này được sử dụng để kiểm tra hoặc xác minh thiết kế của kỹ sư và phát hiện lỗi. Lịch sử, phòng thí nghiệm điện tử bao gồm các thiết bị và trang thiết bị điện tử nằm trong một không gian vật lý, tuy nhiên trong những năm gần đây, xu hướng đã dịch chuyển sang phần mềm mô phỏng phòng thí nghiệm điện tử, chẳng hạn như CircuitLogix, Multisim và PSpice.

### Thiết kế hỗ trợ máy tính
Ngày nay, kỹ sư điện tử có khả năng thiết kế mạch điện tử bằng cách sử dụng các khối xây dựng được sản xuất trước như nguồn cấp điện, bán dẫn (tức là các thiết bị bán dẫn như transistor) và mạch tích hợp. Các phần mềm tự động hóa thiết kế điện tử bao gồm các chương trình thu nhặt sơ đồ mạch và các chương trình thiết kế bảng mạch in. Các tên phổ biến trong lĩnh vực phần mềm tự động hóa thiết kế điện tử là NI Multisim, Cadence (ORCAD), EAGLE PCB và Schematic, Mentor (PADS PCB và LOGIC Schematic), Altium (Protel), LabCentre Electronics (Proteus), gEDA, KiCad và nhiều phần mềm khác.

## Nhược điểm

### Quản lý nhiệt
Nhiệt được tạo ra bởi mạch điện tử phải được tiêu thụ để ngăn chặn sự hỏng hóc ngay lập tức và cải thiện độ tin cậy trong dài hạn. Tiêu thụ nhiệt chủ yếu được đạt được thông qua dẫn nhiệt/dẫn lưu qua cách thụ động. Các phương pháp để đạt được sự tiêu thụ lớn hơn bao gồm tản nhiệt và quạt để làm mát bằng không khí, và các hình thức làm mát máy tính khác như tản nhiệt bằng nước. Các kỹ thuật này sử dụng lưu chất, dẫn nhiệt, và bức xạ năng lượng nhiệt.

### Nhiễu
Nhiễu điện tử được định nghĩa là các nhiễu không mong muốn được đặt lên tín hiệu hữu ích gây mờ mịt nội dung thông tin. Nhiễu không giống với hiện tượng biến dạng tín hiệu do mạch gây ra. Nhiễu được liên kết với tất cả các mạch điện tử. Nhiễu có thể được tạo ra từ cả các tác động từ môi trường điện từ và nhiệt, và có thể được giảm bớt bằng cách giảm nhiệt độ hoạt động của mạch. Các loại nhiễu khác như nhiễu xạc không thể loại bỏ vì chúng phụ thuộc vào các giới hạn trong các thuộc tính vật lý.

## Phương pháp đóng gói
Nhiều phương pháp khác nhau đã được sử dụng trong việc kết nối các thành phần qua các năm. Ví dụ, các thiết bị điện tử ban đầu thường sử dụng dây điểm đến dây điểm với các thành phần được gắn trên tấm mạch gỗ để xây dựng mạch. Các phương pháp khác như Cordwood construction và wire wrap cũng đã được sử dụng. Hiện nay, hầu hết các thiết bị điện tử hiện đại sử dụng các tấm mạch in được làm bằng các vật liệu như FR-4 hoặc các vật liệu rẻ hơn (và ít bền hơn) như Synthetic Resin Bonded Paper (SRBP), còn được gọi là Paxoline/Paxolin (nhãn hiệu) và FR2 - có đặc điểm là màu nâu. Quan tâm về sức khỏe và môi trường liên quan đến việc lắp ráp điện tử đã nhận được sự chú ý gia tăng trong những năm gần đây, đặc biệt đối với các sản phẩm dự định xuất khẩu đến thị trường châu Âu.

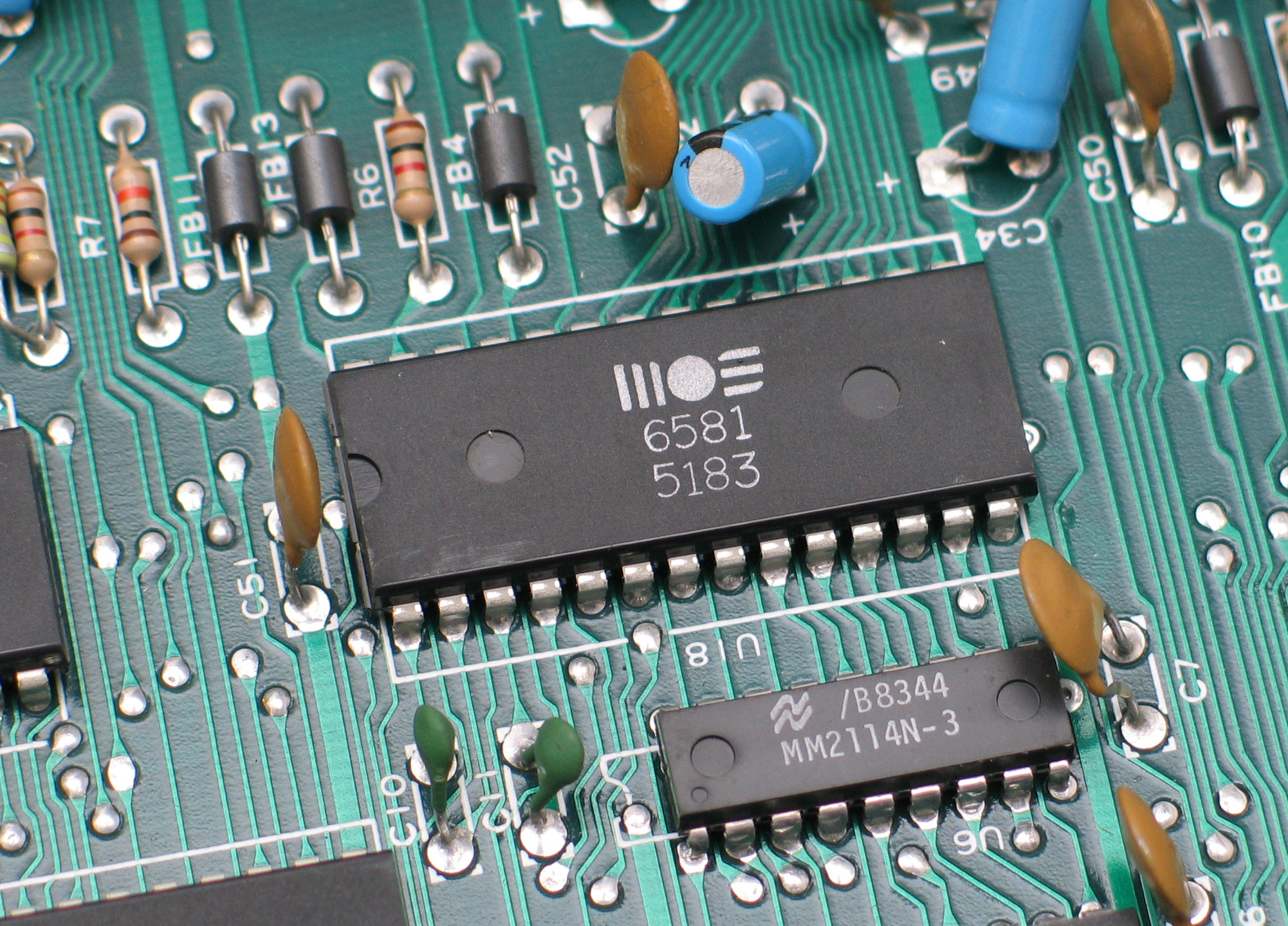
Các thiết bị chân thông dưới được gắn trên bo mạch của một máy tính cá nhân thập kỷ 1980. Các thiết bị chân trục ở phía trên bên trái, trong khi các tụ chân bán kính màu xanh ở phía trên bên phải

Các thành phần điện tử thông thường được gắn kết theo các cách sau:
Chân thông (sometimes được gọi là 'Pin-Through-Hole')
Bề mặt gắn
Chassis mount
Rack mount
LGA/BGA/PGA socket

## Ngành công nghiệp
Ngành công nghiệp điện tử bao gồm các ngành khác nhau. Lực đẩy trung tâm đằng sau toàn bộ ngành công nghiệp điện tử là ngành công nghiệp bán dẫn, có doanh số bán hàng hàng năm lên đến hơn 481 tỷ đô la Mỹ vào năm 2018. Ngành công nghiệp lớn nhất là ngành thương mại điện tử, tạo ra hơn 29 nghìn tỷ đô la Mỹ vào năm 2017. Thiết bị điện tử được sản xuất phổ biến nhất là transistor trường từ dạng oxit kim loại (MOSFET), với ước tính đã sản xuất khoảng 13 sextillion MOSFET từ năm 1960 đến năm 2018. Vào những năm 1960, các nhà sản xuất Mỹ không thể cạnh tranh với các công ty Nhật Bản như Sony và Hitachi có thể sản xuất hàng hóa chất lượng cao với giá thấp. Tuy nhiên, vào những năm 1980, các nhà sản xuất Mỹ trở thành nhà lãnh đạo thế giới trong việc phát triển và lắp ráp bán dẫn.
Tuy nhiên, trong những năm 1990 và sau đó, ngành công nghiệp chuyển dịch mạnh mẽ sang Đông Á (quá trình bắt đầu từ sự chuyển dịch ban đầu của việc sản xuất hàng loạt vi mạch tại đó vào những năm 1970), khi có sẵn lao động rẻ và phong phú cùng với sự tiến bộ công nghệ ngày càng gia tăng.
Trong hơn ba thập kỷ, tỷ lệ sở hữu năng lực sản xuất bán dẫn của Hoa Kỳ trên toàn cầu đã giảm từ 37% vào năm 1990 xuống còn 12% vào năm 2022. Hãng sản xuất bán dẫn hàng đầu của Mỹ, Tập đoàn Intel, đã tụt xa so với nhà phân phối phụ của nó là Công ty Sản xuất Bán dẫn Đài Loan (TSMC) về công nghệ sản xuất.
Đến thời điểm đó, Đài Loan đã trở thành nguồn cung cấp bán dẫn tiên tiến hàng đầu thế giới—tiếp theo là Hàn Quốc, Hoa Kỳ, Nhật Bản, Singapore và Trung Quốc.
Các cơ sở quan trọng trong ngành công nghiệp bán dẫn (thường là công ty con của một nhà sản xuất hàng đầu đặt trụ sở ở nơi khác) cũng tồn tại ở châu Âu (đặc biệt là Hà Lan), Đông Nam Á, Nam Mỹ và Israel.